# دوري السوبر الألباني 1946
دوري السوبر الألباني 1946 (بالألبانية: Kategoria e Parë 1946‏) هو الموسم 9 من دوري السوبر الألباني. أقيم خلال الفترة 14 أبريل 1946 وحتى 26 ديسمبر 1946، وأشرف على تنظيمه اتحاد ألبانيا لكرة القدم، وفاز فيه نادي فلازنيا شكودر.